# Dreadnought

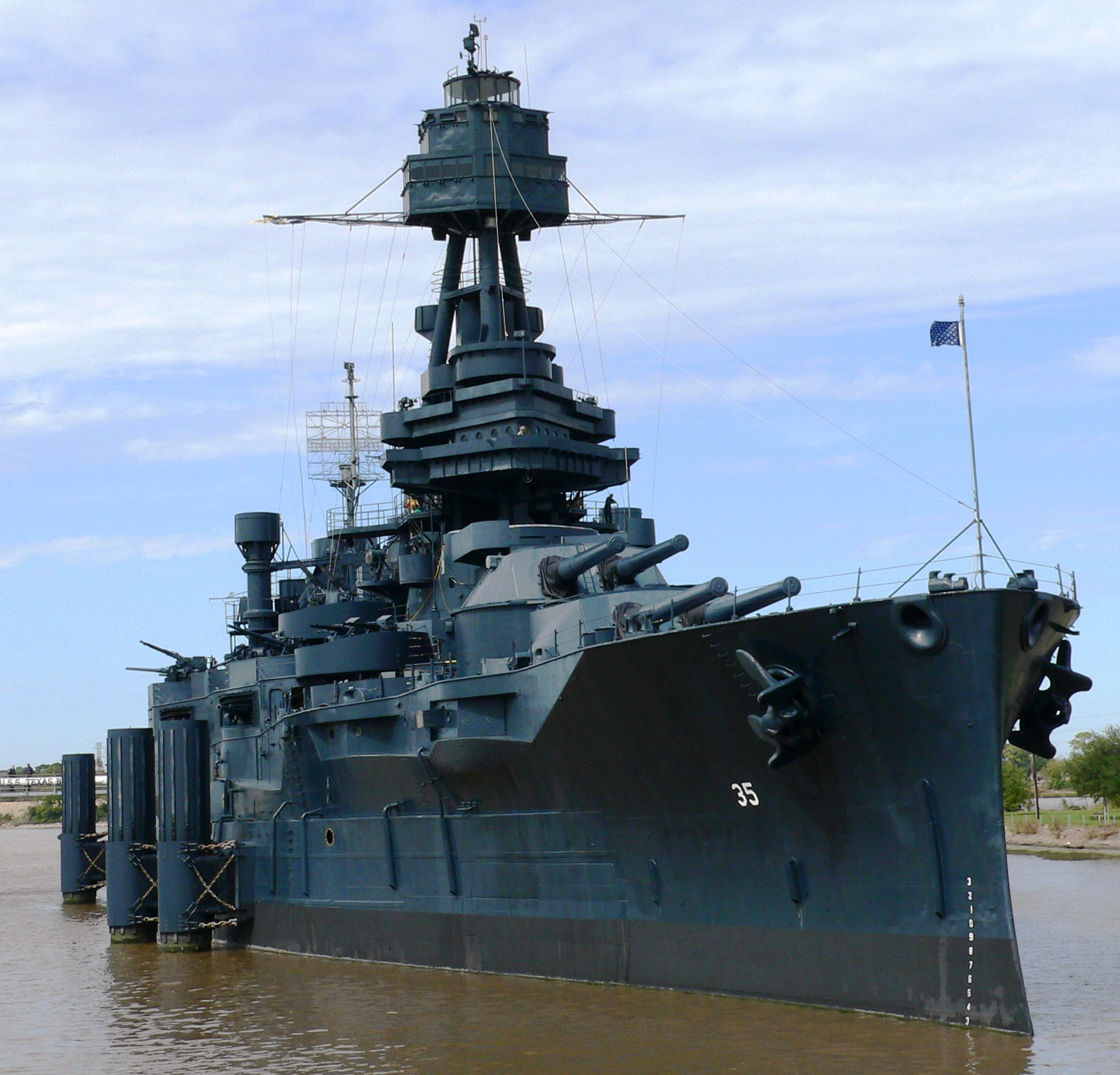
Den äldsta bevarade dreadnoughten USS Texas, som sjösattes 1912, är idag ett museifartyg.

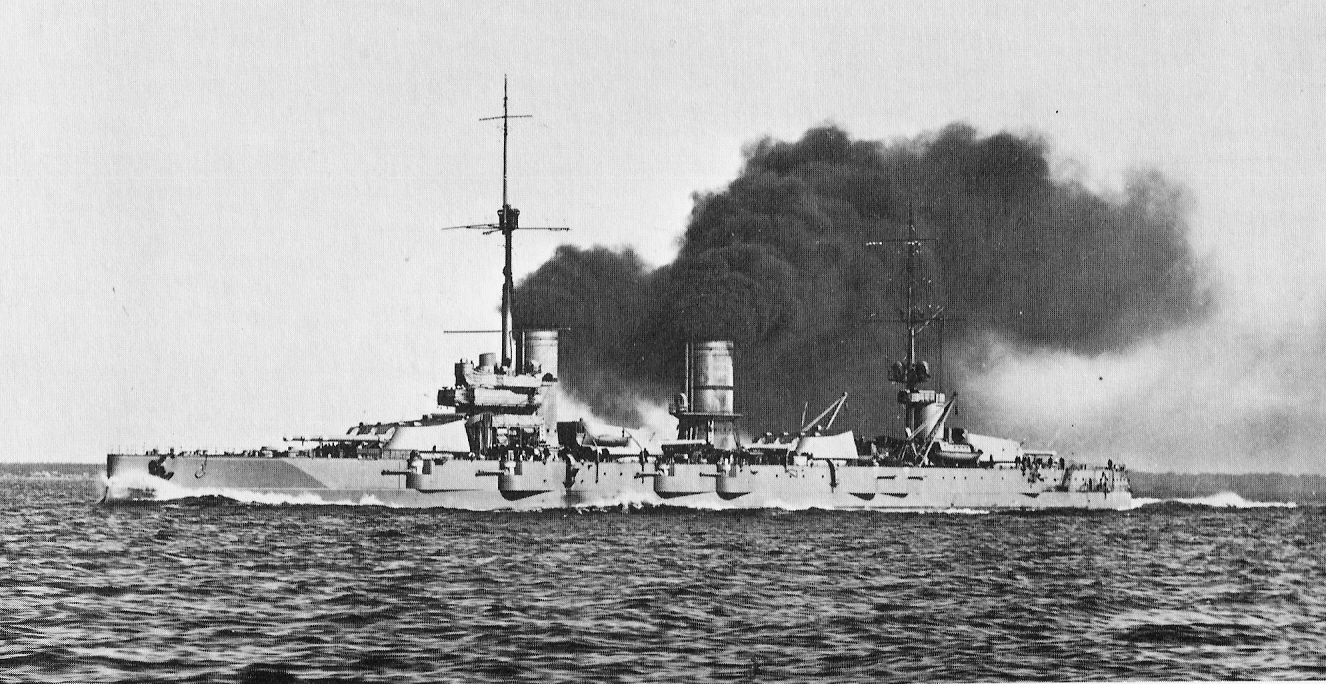
Den ryska dreadnoughten Poltava.

Dreadnought var den dominerande typen av 1900-talets slagskepp. Det första i sitt slag, den brittiska flottans HMS Dreadnought, hade så stort genomslag när hon lanserades 1906 att slagskepp som byggdes efter henne kallades ''Dreadnoughts'' och tidigare slagskepp blev kända som Pre-Dreadnoughts. Hennes design hade två revolutionerande egenskaper: ett vapensystem med endast tungt artilleri och framdrivning genom ångturbiner. Uppkomsten av dreadnoughts förnyade den marina kapprustningen, främst mellan Storbritannien och Tyskland men återspeglades i hela världen då som en ny typ av krigsfartyg som blev en viktig symbol för nationell makt.

## Term
Termen Dreadnought kan också användas för att beskriva slagkryssare, den andra typen av fartyg som kom till på grund av Dreadnoughtrevolutionen.

## Historia
Begreppet med fartyg med endast tungt artilleri hade varit under utveckling i flera år innan Dreadnoughts konstruktion. Den Kejserliga japanska flottan hade påbörjat arbetet av den typen av slagskepp 1904, men slutförde fartyget som en Pre-Dreadnought. USA:s flotta byggde också slagskepp med endast tungt artilleri. Den tekniska utvecklingen fortsatte snabbt genom slagskeppseran. Fartygen ökade snabbt i storlek och utnyttjade förbättringar i beväpning, bepansring och framdrivning. Inom tio år utklassade nya slagskepp Dreadnought.
Dessa mer kraftfulla fartyg var kända som 'super-dreadnoughts', den första i denna klass var den i november 1909 kölsträckta HMS Orion. De flesta dreadnoughts skrotades efter första världskriget enligt villkoren i Washingtonkonferensen men många av de nyare super-Dreadnoughts fortsatte att tjänstgöra under andra världskriget. Dessa super-dreadnoughts kännetecknades av att medeltunga kanoner återinfördes som sekundärbeväpning samt att allt tungt artilleri var samlat i torn i midskeppslinjen och därmed kunde användas i en bredsida åt antingen styrbord eller babord. Äldre slagskepp hade ofta tunga kanoner monterade i kasematter med mindre eldområde och sämre skydd än kanoner monterade i torn.
Medan byggandet av dreadnoughts förbrukade stora resurser i början av 1900-talet fanns det bara en regelrätt drabbning mellan dreadnoughtflottor. Vid Skagerrakslaget drabbade brittiska och tyska högsjöflottan samman utan några avgörande resultat. Användningen av begreppet 'dreadnought' minskade gradvis efter första världskriget, särskilt efter Washingtonkonferensen, då alla kvarvarande slagskepp delade dreadnoughtens egenskaper.

## I kulturen
Det svenska metalbandet Sabaton har en låt vid namn ''Dreadnought'' som handlar om denna typ av krigsfartyg och slaget vid Jylland. Den släpptes 4 mars 2022 och tillhör albumet The War To End All Wars. I nuläget (27 december 2023) har låten ca 10 miljoner visningar på Youtube och ca 17 miljoner uppspelningar på Spotify.

## Bilder

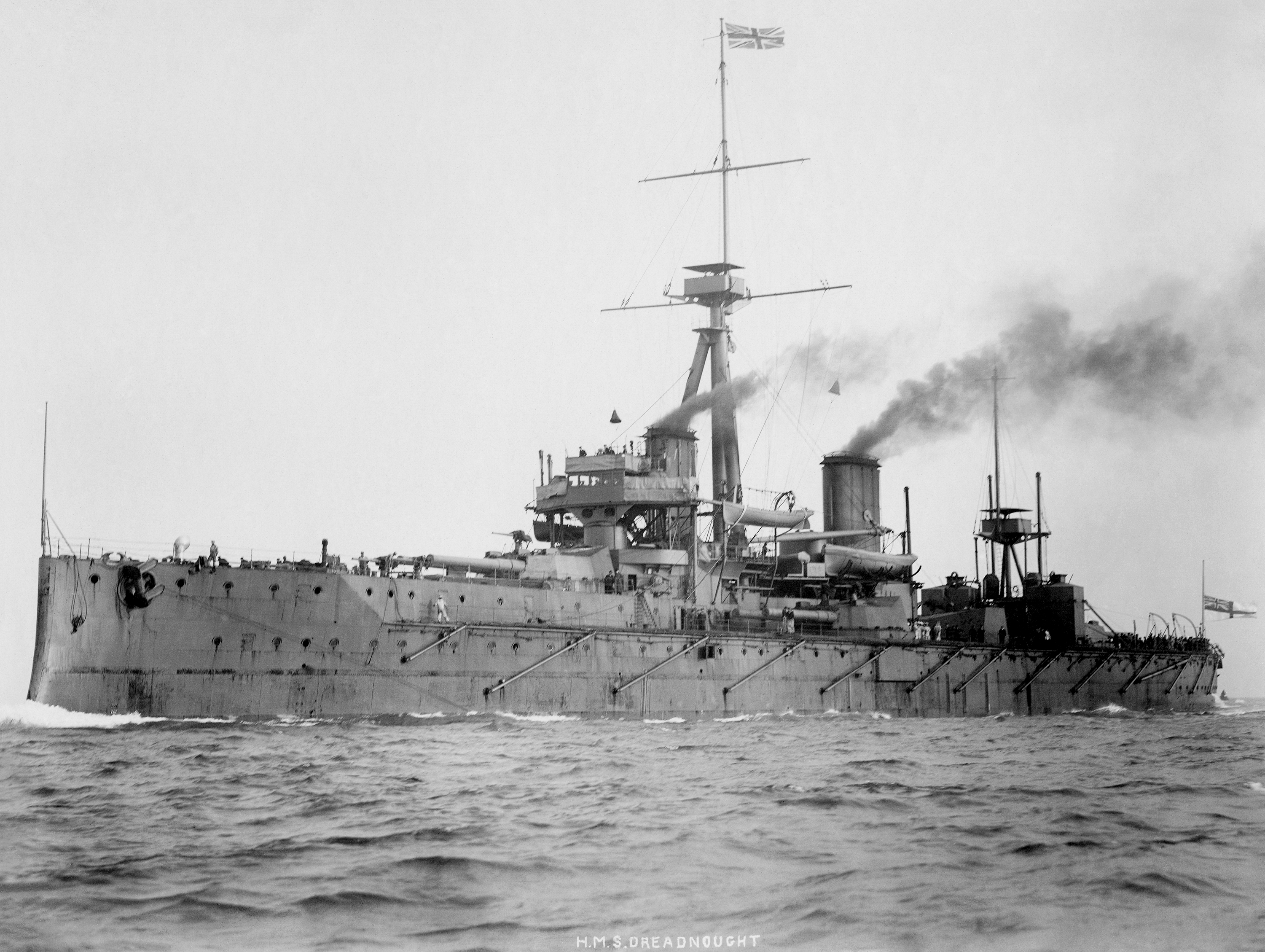
HMS Dreadnought (1906).
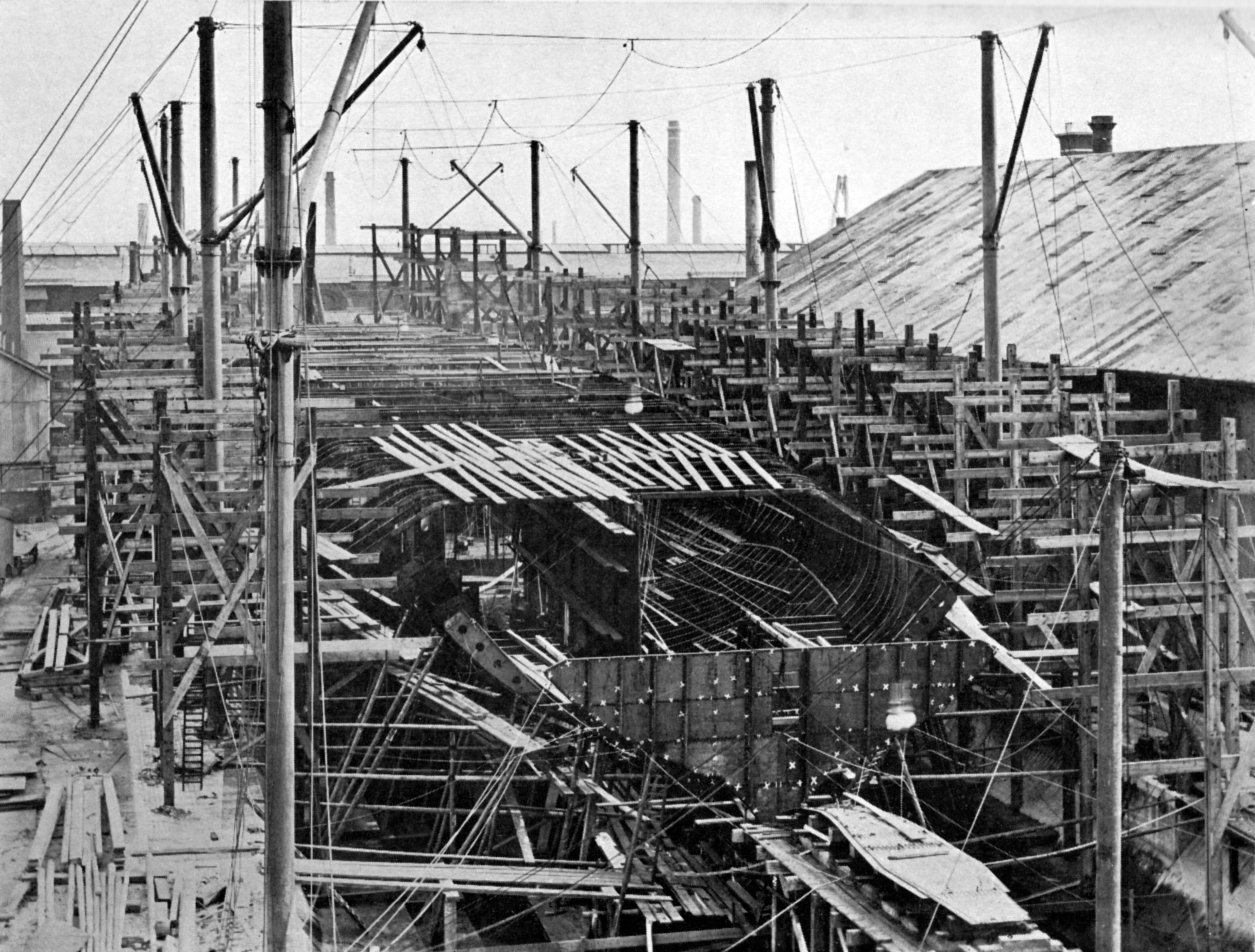
Bild när HMS Dreadnought var under konstruktion.
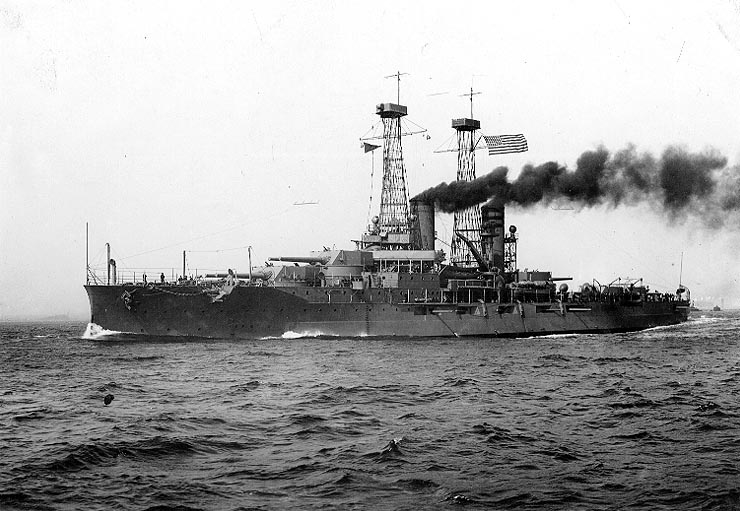
USS North Dakota.
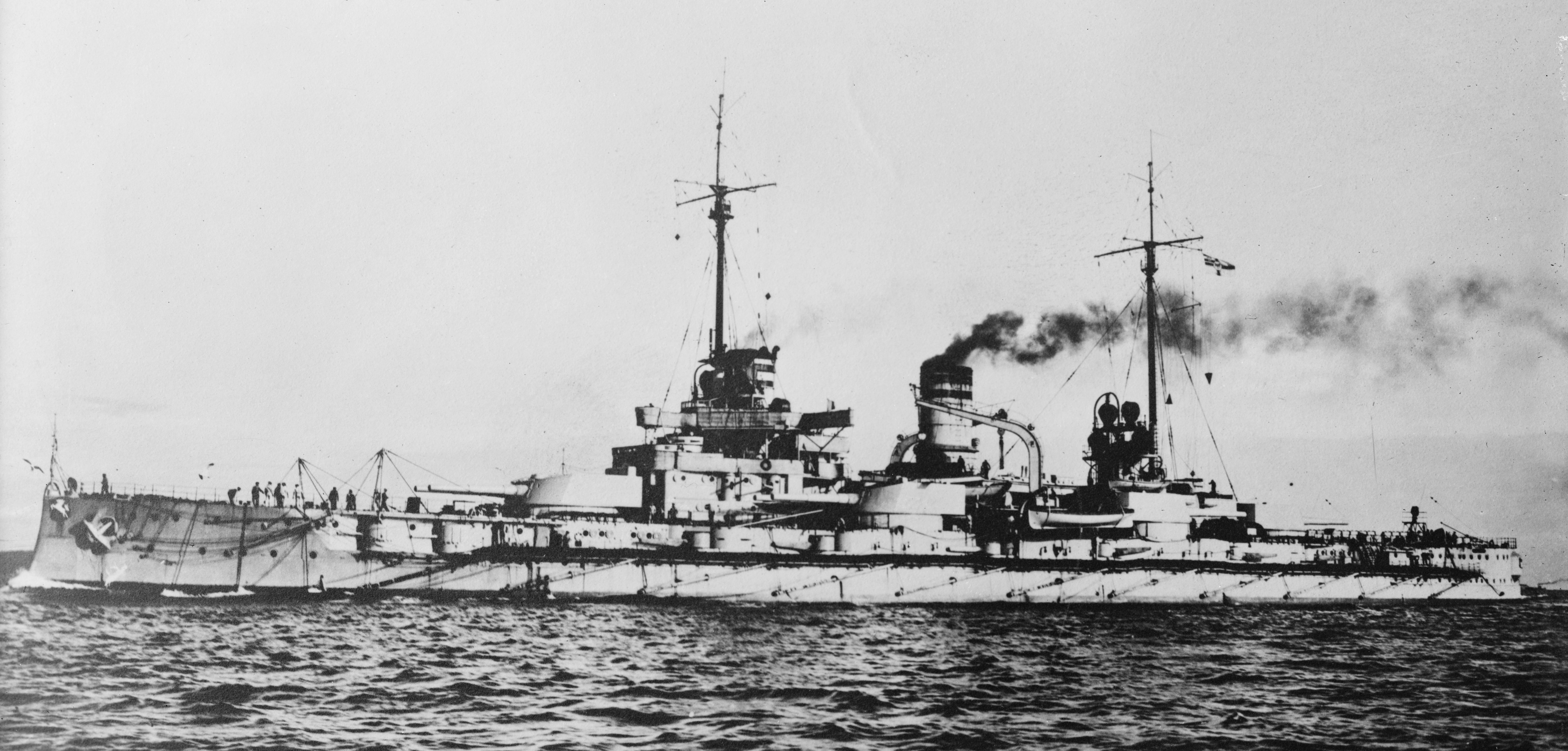
SMS Westfalen.
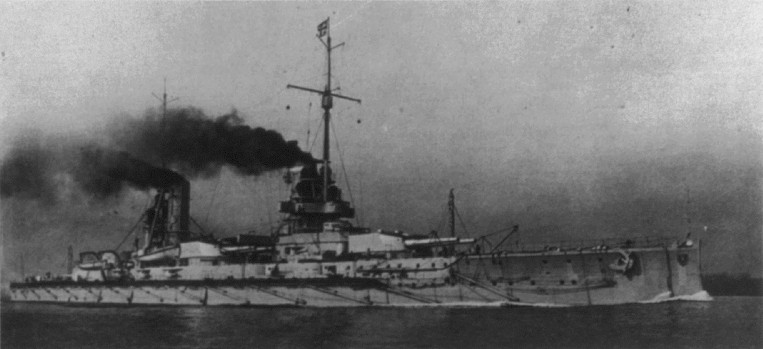
Tyska SMS Kaiser.
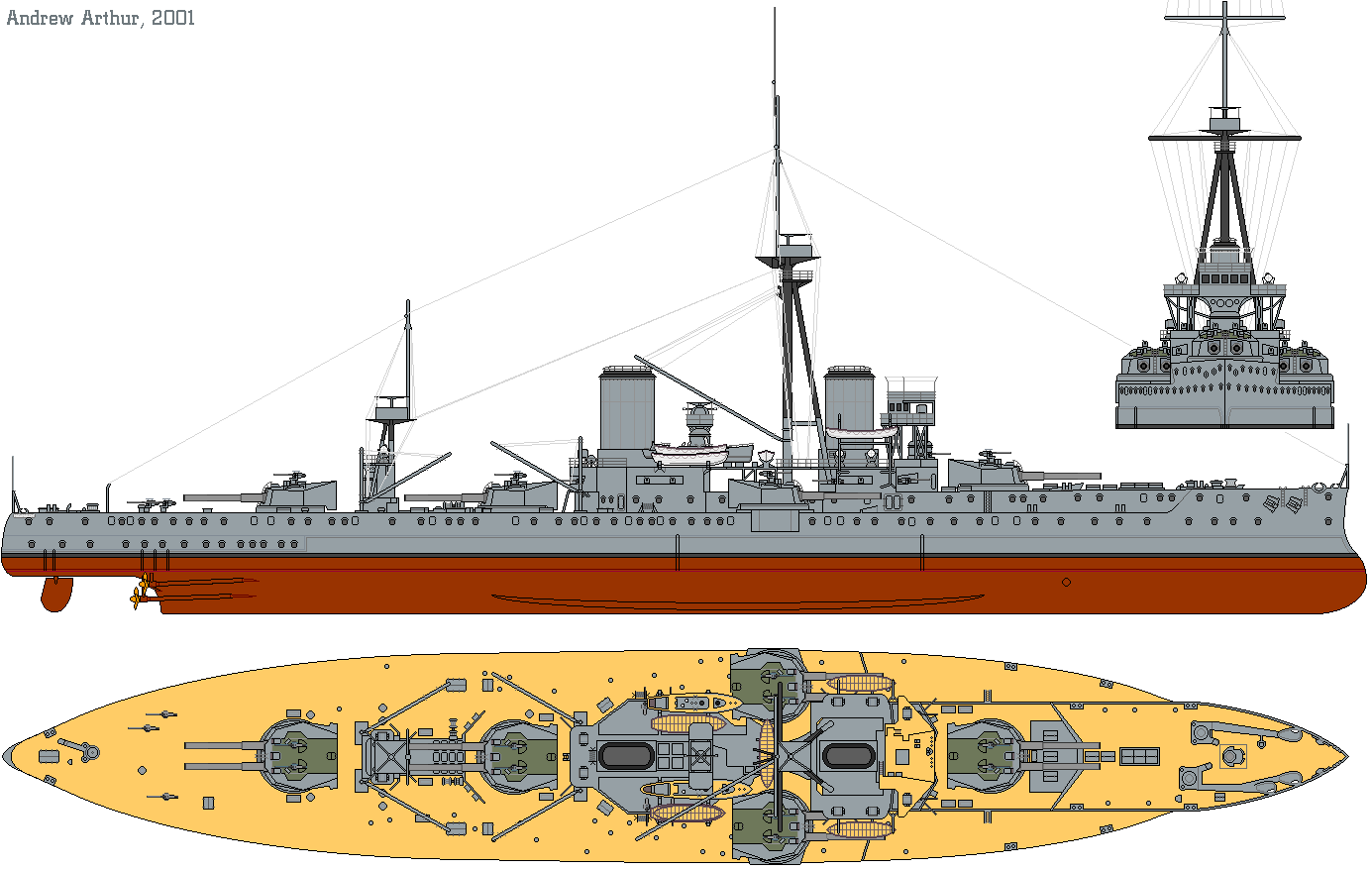
Ritning av HMS Dreadnought.
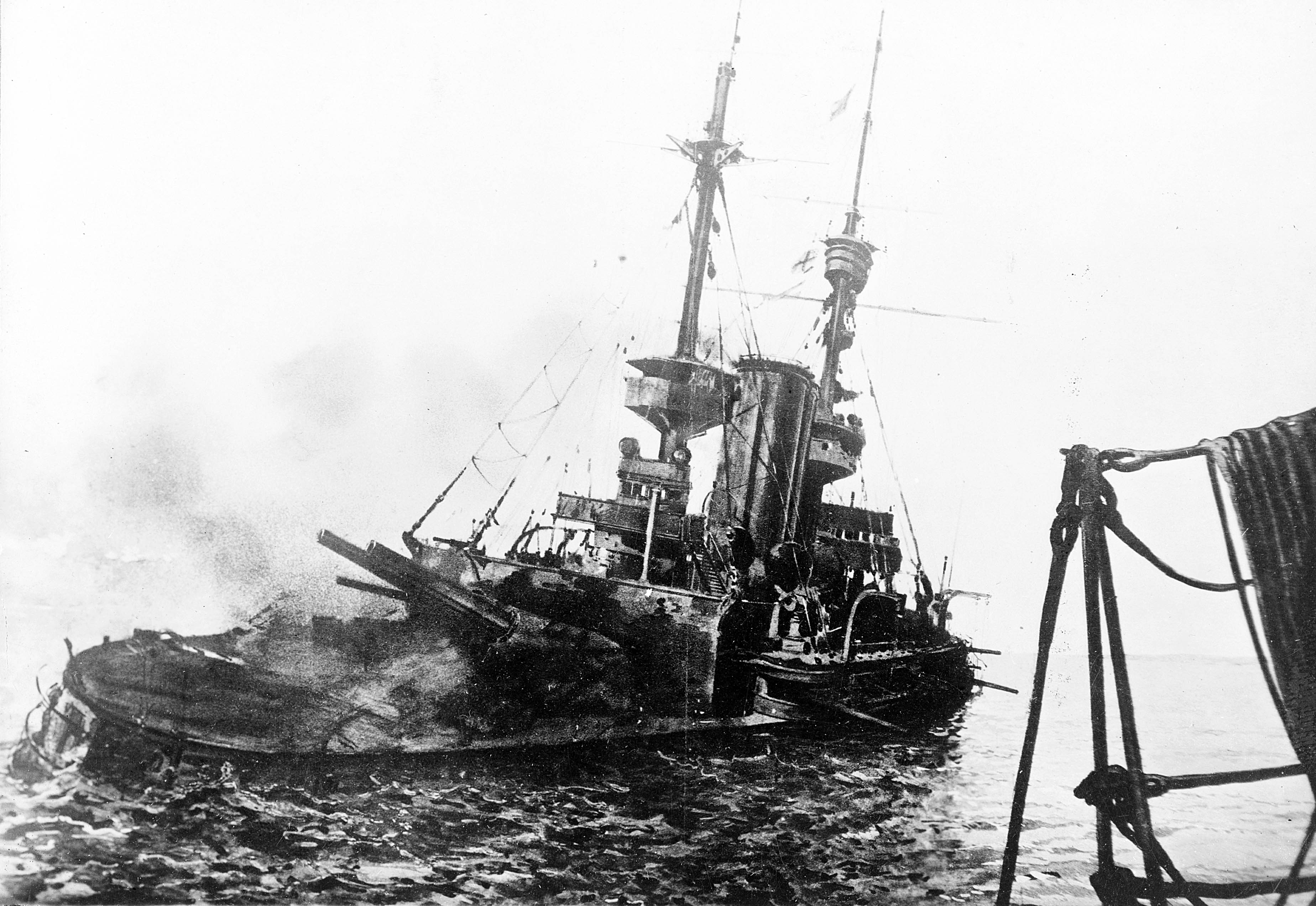
HMS Irresistible sjunker efter att ha gått på en mina i Dardanellerna.
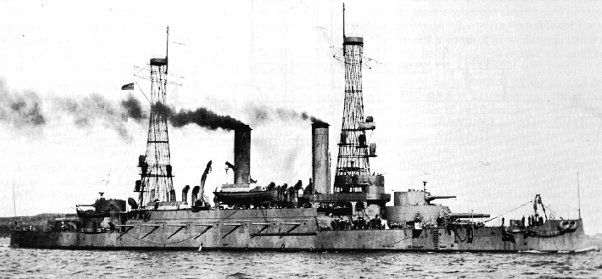
USS Kearsarge.
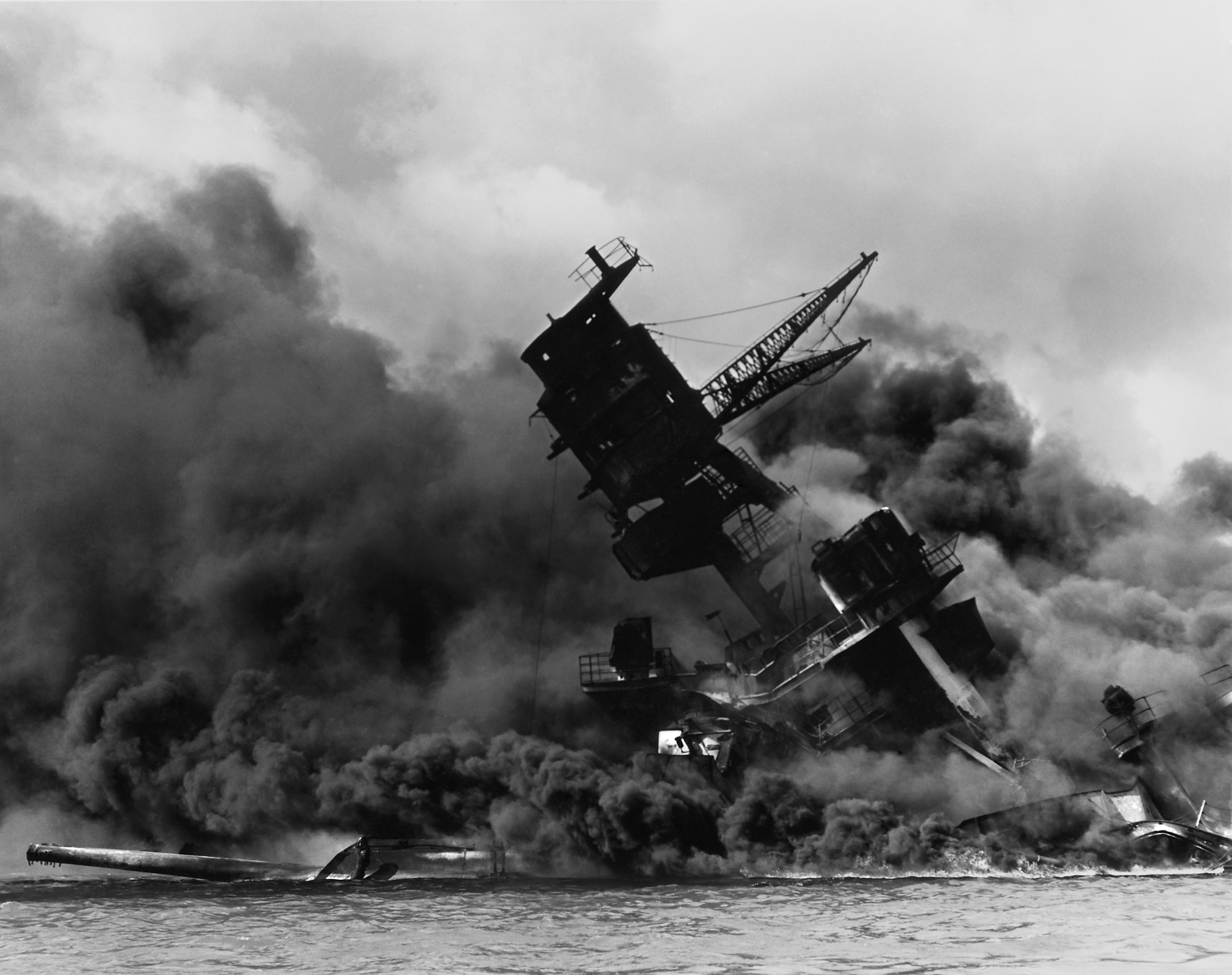
USS Arizona brinner och sjunker under attacken mot Pearl Harbor.
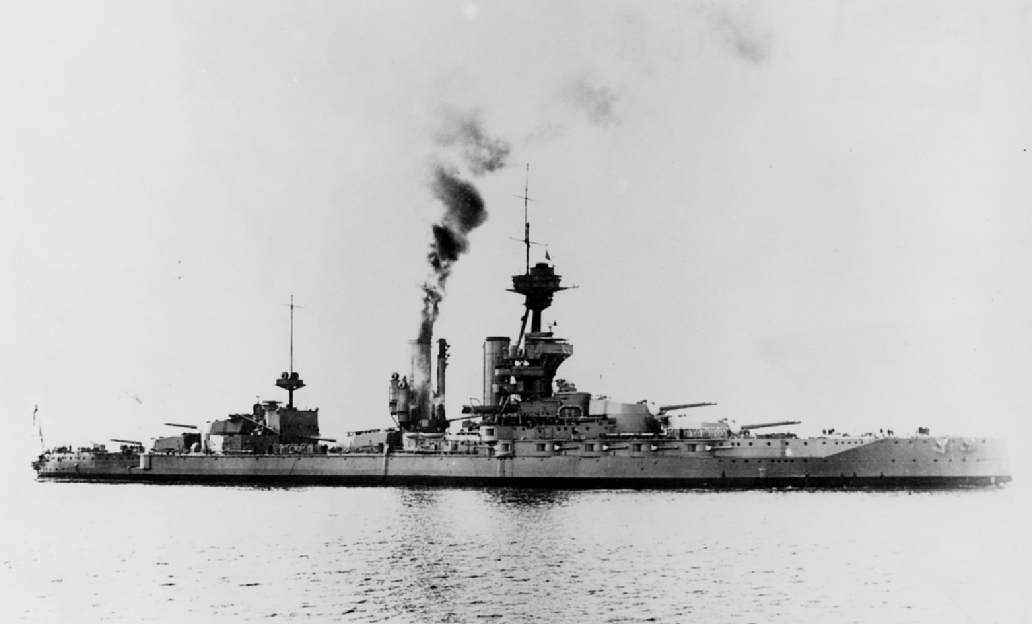
Brittiska HMS Marlborough.